# Пілотажна група Харківського аероклубу
Пілотажна група Харківського аероклубу — українська цивільна пілотажна група, яка виконує вищий пілотаж на літаках Л-29. Група створена у 2005 році на базі Харківського аероклубу ім. В. С. Гризодубової.

## Історія
Група зародилася в 2005 році, датою її утворення вважається 3 вересня, коли вперше злетіла Л-29 Сергія Філатова. Виконуючи вищий пілотаж на своєму реактивному літаку, колишній військовий льотчик вирішив додати цим польотам видовищності і розвинути своє захоплення в масштабний авіаційний проект. Поступово почав підбирати техніку і команду. Незабаром почалися польоти парою, потім трійкою і четвіркою.
Ведучий пілотажної групи - колишній військовий пілот, начальник Харківського аероклубу, льотчик-інструктор Сергій Філатов, з ним в команді - найближчий напарник, льотчик-інструктор, колишній військовий пілот Сергій Комін, і також колишній військовий льотчик - досвідчений інструктор Анатолій Бернатович, - всі - випускники Харківського вищого військового авіаційного училища льотчиків.
В 2016 році до пілотажної групи до трьох реактивних Л-29 приєднався поршневий спортивний літак Су-31, який в швидкостях значно поступається «дельфінам».
Пілотажна група Харківського аероклубу виконує польоти під час авіаційних заходів в різних містах країни. Весь пілотаж виконується - від 150 м в нижній точці до 1500 м у верхній точці. Максимальна швидкість на пілотажі 650 км / год. Перевантаження - до 8 одиниць.
Серед заходів, під час яких льотчики Харківського аероклубу брали участь це авіасалон Авіасвіт-XXI, День ВМС ЗСУ в Одесі, міжнародний Big Way Camp (Харків), фестивалі KharkivAviaFest, «Вільне небо» (Дніпро), Sloboda, «Захисник вітчизни», «Дитятко», Дні ХАІ, Дні міста Чугуєва, смт. Солницівка, Пісочин, 80-річчя Конотопського авіаремонтного заводу, ювілей ХАДПП, День Перемоги над нацизмом у Другій світовій війні (Харків), та інші авіаційні заходи.